# ブラディゾイト
ブラディゾイト（bradyzoite）とはサルコシスチス属やトキソプラズマ属などにおいて認められるシスト内に多数形成された虫体の総称。内部出芽により二分裂を行うが、タキゾイトと比較してその分裂速度は遅い。トキソプラズマ（Toxoplasma gondii）において中間宿主から検出される虫体はブラディゾイトかタキゾイトである。